# Apodasmia rufonigraria
Apodasmia rufonigraria là một loài bướm đêm trong họ Geometridae. Loài này được Francis Walker mô tả lần đầu tiên vào năm 1862 (với tên Fidonia rufonigraria) và được Alfred Jefferis Turner đổi tên thành Apodasmia. Chúng được tìm thấy ở Úc.